# Bothriocera diploneura
Bothriocera diploneura är en insektsart som beskrevs av Ronald Gordon Fennah 1971. Bothriocera diploneura ingår i släktet Bothriocera och familjen kilstritar. Inga underarter finns listade i Catalogue of Life.